# 木偶幻險記3000
《木偶幻險記3000》（英語：Pinocchio 3000；直譯《匹诺曹3000》）是由基督电影，电影集团和动漫孩子制作的法裔加拿大动画电影。它以未来派的钥匙讲述了皮诺曹木偶的故事，这是公元3000年在
斯坎博维尔市的故事。

## 外部連結
- 互联网电影数据库（IMDb）上《木偶幻險記3000》的资料（英文）
- 爛番茄上《木偶幻險記3000》的資料（英文）
- AllMovie上《木偶幻險記3000》的资料（英文）
- 豆瓣电影上《木偶幻險記3000》的資料 （简体中文）